# Българи в Хондурас
Българите в Хондурас са етническа група. Броят на потомствените българи през 2010 г. се оценява на 7500 – 10 000 души, което прави над 0,1 % от населението на страната. Повечето от тях са метиси. Дипломатически отношения между България и Хондурас са установени през 2004 г.

## История
Според официалната имиграционна статистика на Хондурас, в страната през 1935 година е имало 103 българи, в действителност техният брой е бил значително по-голям. Според спомените на един от хондураските българи Марсио Младенов, само за един ден през пристанището на Трухильо са влезли 50 българи. Българите в Хондурас са потомци на български емигранти от 20–те и 30–те години на 20 век. Повечето от тях са работили в банановите плантации или са отглеждали зеленчуци, но не е малък броят и на тези, които са се занимавали с хлебарство или производство на дървени въглища.
През 1928 г. в Ла Сейба се заселва първият български емигрант – Борис Петров, който напуска родния си Белоградчишки край и през Куба се заселва в Централна Америка. Преселникът си направил бананова плантация и скоро бил последван от свои сънародници. Българите били толкова предприемчиви, че скоро построили и жп линия. Тогавашният президент на страната бил толкова впечатлен, че заповядал хазната да покрие разходите по железницата и поръчал да се построят още километри. Вместо да строят по права линия, българските преселници започнали да криволичат, за да излезе по-голям километраж. Скоро толкова се замогнали, че станали работодатели на местните метиси, дори започнали и да печатат пари.
В периода 1928 – 1935 г. в Хондурас пристигат 130 българи. Интересен факт е, че на платото България е имало българско селище, което съществувало до 1955 г. Там са били плантациите на българите, които са отглеждали зеленчуци, и по реката са ги сваляли до пазара в Ла Сейба. В района около Ла Сейба тече река Булгария (или Рио Булгариа), открита от местния българин Борис Петров.

## Културни събития
- На 26 март 2010 г. в град Токоа се провежда първата среща на българите в Хондурас, тя е спонсорирана от местния бизнесмен от български произход – Борис Еленков. За настаняването на българите са наети два хотела.[4][5]